# الآنسة ماربل (مسلسل)
الآنسة ماربل (بالإنجليزية: Miss Marple) هو مسلسل تلفزيوني بريطاني يستند على روايات الغموض التي كتبتها أجاثا كريستي للآنسة ماربل. ومن بطولة جوان هيكسون بدور الآنسة ماربل وقد بُت من عام 1984 إلى عام 1992. وقد أُنتجَت حلقات إلى اثني عشر رواية لأجاثا كريستي.

## قائمة بالحلقات
| الحلقة      | عنوان الحلقة          | تاريخ بث الحلقة         |
| ----------- | --------------------- | ----------------------- |
| الأولى      | جثة في المكتبة        | 23، 24، 25 ديسمبر 1984  |
| الثانية     | الإصبع المتحرك        | 21، 22 فبراير 1985      |
| الثالثة     | جيب مملوء بحبوب الذرة | 7، 8 مارس 1985          |
| الرابعة     | إعلان عن جريمة        | 23 24، 25 ديسمبر 1985   |
| الخامسة     | جريمة في بيت الكاهن   | 25 ديسمبر 1986          |
| السادسة     | الجريمة النائمة       | 11، 18 يناير 1987       |
| السابعة     | في فندق بيرترام       | 25 يناير؛ 1 فبراير 1987 |
| الثامنة     | انتقام العدالة        | 8، 15 فبراير 1987       |
| التاسعة     | قطار 4.50 من بادنغتون | 25 فبراير 1987          |
| العاشرة     | لغز البحر الكاريبي    | 25 ديسمبر 1989          |
| الحادية عشر | خداع المرايا          | 7 يناير 1991            |
| الثانية عشر | المرآة المتصدعة       | 26 نوفمبر 1992          |

## روابط خارجية
- الآنسة ماربل على موقع IMDb (الإنجليزية)
- الآنسة ماربل على موقع روتن توميتوز (الإنجليزية)
- الآنسة ماربل على موقع ألو سيني (الفرنسية)
- الآنسة ماربل على موقع قاعدة بيانات الفيلم (الإنجليزية)